# Sentier de grande randonnée 23
Le sentier de grande randonnée 23 (GR 23), situé en Normandie, traverse le département de la Seine-Maritime. Il relie La Bouille à Tancarville en longeant la vallée de la Seine et en traversant la forêt de Brotonne.